# Ampersand
De ampersand, ook wel het en-teken of et-teken genoemd, is de ligatuur die het woord "en" vertegenwoordigt: &.

## Geschiedenis
Het teken bestond oorspronkelijk uit de letters et, wat Latijn is voor "en". Vroeger waren deze letters duidelijk in het teken te herkennen, maar het is in de loop van de tijd geëvolueerd tot een symbool waarin nog nauwelijks de samengevoegde letters te onderscheiden zijn. De naam ampersand komt uit de woorden "et per se &" of "& per se et", gebruikt aan het einde van alfabetreeksen, hetgeen betekent: "en op zichzelfstaand &"; de & volgt dan direct op de andere alfabettekens en zo speelde men met de dubbelzinnigheid: "& dat in zichzelf et betekent" of "en op zichzelfstaand et". Dit werd door de Engelsen aan de achterkant van hun alfabetrijmpjes voor kinderen geplakt in de vorm and per se and, wat tot "ampersand" verbasterd werd.

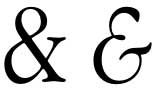
De ampersand weergegeven in een normaal (links) en cursief lettertype. In de cursieve versie zijn de letters e en t te herkennen, in de normale versie niet of nauwelijks.

## Gebruik in de informatica
- In de informatica wordt de ampersand op diverse manieren gebruikt, meestal is deze aan de oorspronkelijke betekenis gerelateerd.
- In sommige programmeertalen wordt een enkele of dubbele ampersand gebruikt om een logische relatie EN te vormen. Zo stelt
x >= 10 && x < 20
de vraag of x groter of gelijk is aan 10 en kleiner dan 20.
- In de talen C, Objective-C, C++ en C# wordt de ampersand gebruikt om het geheugenadres van een bepaalde variabele aan te duiden.
- Voor het schrijven van symbolen in HTML-pagina's wordt de ampersand gebruikt als voorvoegsel in een HTML-entiteit. Zo wordt
&copy; &euro; &auml;
weergegeven als © € ä.
- De ampersand zelf kan opgemaakt worden in HTML:
HTML-entiteit: &amp; - Decimaal: &#38; - Hexadecimaal: &#x26;
- Op sommige oudere computersystemen (bijvoorbeeld de BBC microcomputer) werd de ampersand gebruikt als voorvoegsel voor hexadecimale getallen. De uitdrukking &00FF stond dan voor het getal 255.
- In de opmaaktaal TeX wordt de ampersand gebruikt om tabs aan te geven. De ampersand zelf kan in TeX opgemaakt worden met \&.
- De ampersand wordt ook vaak gebruikt in Access als invoermasker. Een ampersand betekent in dit geval dat men een verplicht willekeurig teken of spatie moet invoeren.

## Kieslijst
- In België werd de wetgeving gewijzigd om ook samengestelde symbolen toe te laten op de kieslijsten toen CVP zich omdoopte tot CD&V.